# هند ذهیبه

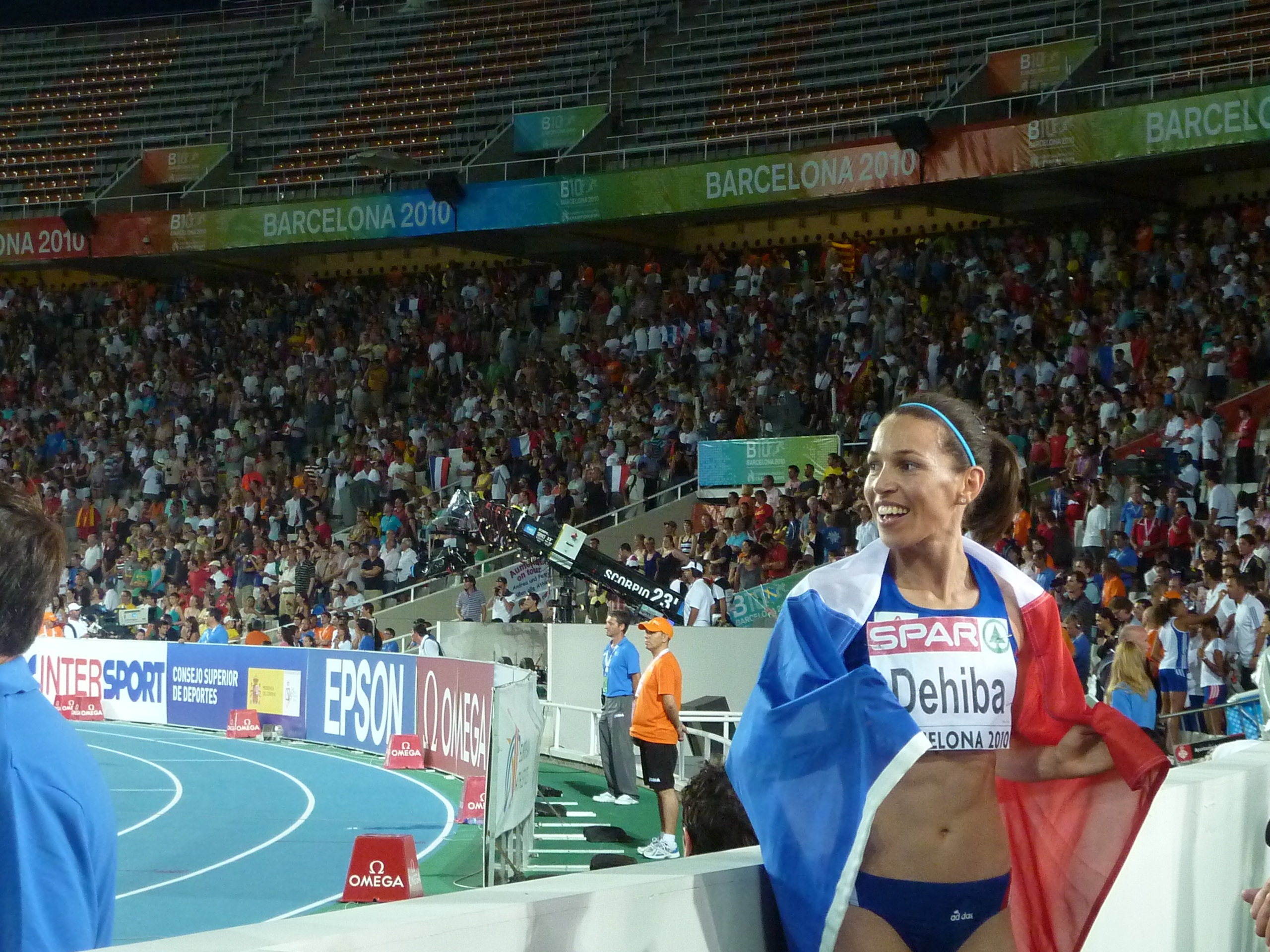
جشن دهیبه در مسابقات قهرمانی دو و میدانی اروپا ۲۰۱۰

هند ذِهیبه شهید (زاده ۱۷ مارس ۱۹۷۹، بژاد، مراکش) یک دونده مراکشی - فرانسوی است که در دوی ۱۵۰۰ متر تخصص دارد.

## اوایل حرفه
نخستین حضور هند ذهیبه در مسابقات دو و میدانی داخل سالن اروپا در سال ۲۰۰۵ با جنجال همراه شد. او در حالی مدال برنز را کسب کرد که در مراحل پایانی مسابقهٔ ۱۵۰۰ متر، هلن کلیترو را که مقام چهارم را داشت، مهار کرد. با این حال، درخواست تجدید نظر کلیترو پذیرفته نشد و ذهیبه نخستین مدال اروپایی خود را به دست آورد.
او در ۱۴سالگی ۱۵۰۰ متر را در ۴ دقیقه و ۲۱ ثانیه و ۳۰۰۰ متر را در ۹ دقیقه و ۲۶ ثانیه با پای برهنه دوید. این عملکرد چشمگیر باعث شد که سعید عویتا، مدیر فنی وقت دو و میدانی مراکش، او را برای مسابقات قهرمانی نوجوانان آفریقا ۱۹۹۴ در الجزایر انتخاب کند. او در آن رقابت، در ۳۰۰۰ متر نوجوانان، در حالی که تنها ۱۴ سال داشت، ششم شد. در سال ۱۹۹۶، او در ترکیه، در ترکیب جوان‌ترین تیم قهرمان مسابقات کراس کانتری جهان، عنوان نایب‌قهرمانی را کسب کرد.
از ژوئیه ۱۹۹۸ تا ژوئن ۲۰۰۳، هند برای تکمیل تحصیلاتش، رقابت‌های حرفه‌ای را به‌طور کامل کنار گذاشت. اما در سال ۲۰۰۳، با ازسرگیری تمرینات، در مسابقات قهرمانی فرانسه الیت در ناربون، در رشتهٔ ۸۰۰ متر حضور یافت.
در دسامبر ۲۰۰۲، در فرانسه با فودیل ذهیبه آشنا شد و در سال ۲۰۰۳ با او ازدواج کرد. پیش از پایان مهلت نامزدی المپیک آتن، تابعیت فرانسوی را دریافت کرد و برای فرانسه در المپیک ۲۰۰۴ آتن دوید. او در دور سوم مقدماتی ۱۵۰۰ متر هشتم شد و توانست آخرین جایگاه صعود به نیمه‌نهایی را کسب کند.
در مسابقات داخل سالن اروپا ۲۰۰۵، ذهیبه در ۱۵۰۰ متر مدال برنز را به دست آورد. سپس، در مسابقات قهرمانی اروپا ۲۰۱۰ در بارسلونا، در همین ماده، مدال نقره کسب کرد.

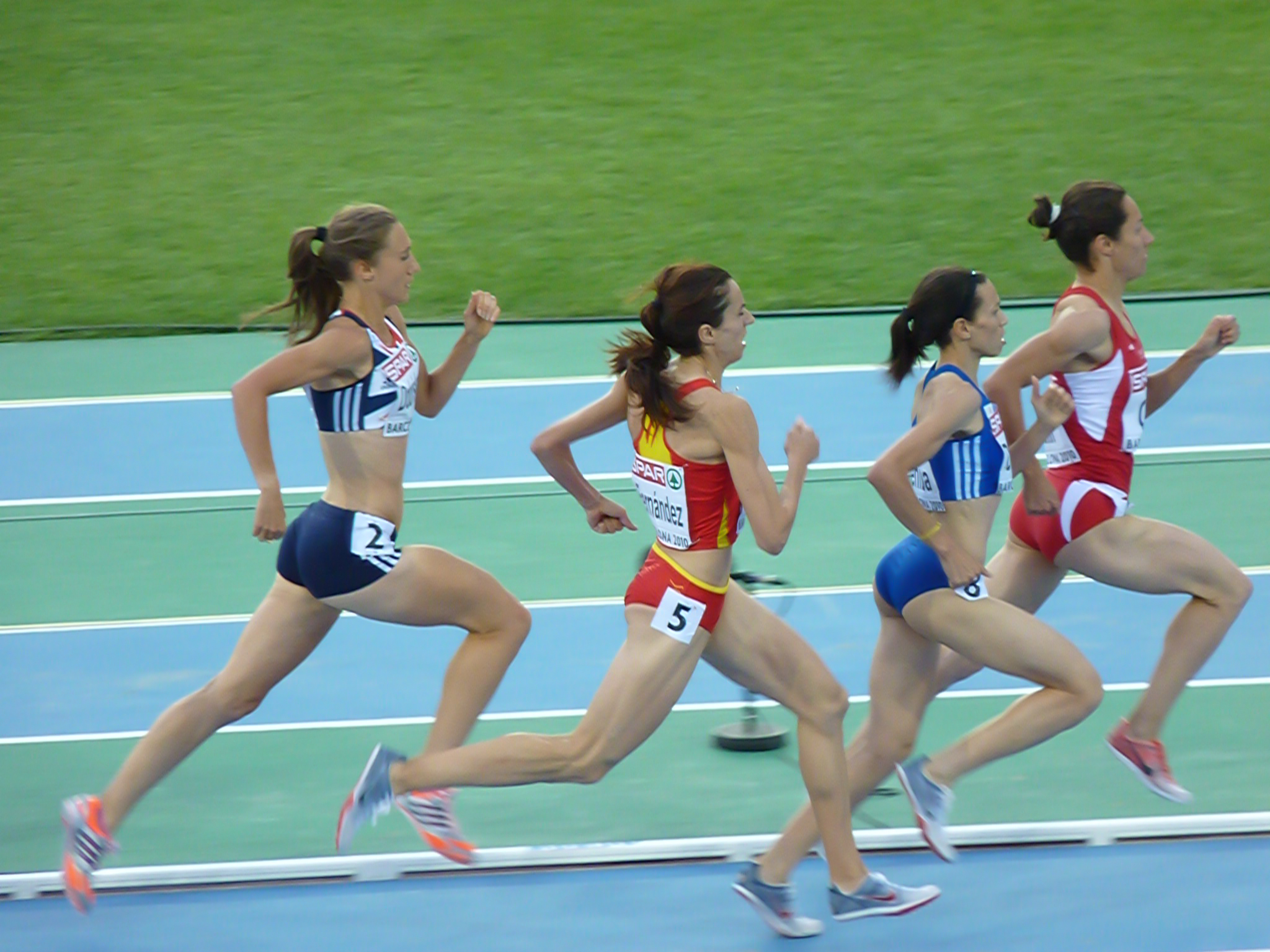
ذهیبه (سمت راست) در مسابقات قهرمانی اروپا ۲۰۱۰

در سال ۲۰۰۵، هند ذهیبه در دیدار پاری سن دنی دوم شد و در مسابقهٔ ۱۵۰۰ متر در ریتی، رکورد جدید فرانسه را با ۴ دقیقه و ۰۰ ثانیه و ۴۹ صدم ثانیه ثبت کرد. در زمستان ۲۰۰۶، در فینال مسابقات جهانی داخل سالن ۱۵۰۰ متر در مسکو، چهارم شد و در مسابقات جهانی داخل سالن استانبول نیز به مقام پنجم دست یافت. او بعدها، با محرومیت دو ورزشکار به دلیل دوپینگ، به مدال برنز جهانی رسید.

## تعلیق دوپینگ
در ژانویه ۲۰۰۷، آزمایش دوپینگ او مثبت اعلام شد و به مدت دو سال از حضور در مسابقات محروم شد.

## شغل بعد
در ۱۶ ژوئیه ۲۰۱۰، در لیگ الماس پاریس، او در ۱۵۰۰ متر مقام دوم را کسب کرد و برای دومین بار، رکورد ملی فرانسه را در ۱۵۰۰ متر، با ۳ دقیقه و ۵۹ ثانیه و ۷۶ شکست. هند ذهیبه در مسابقات دو و میدانی قهرمانی اروپا در سال ۲۰۱۰ (۱ اوت ۲۰۱۰) مدال نقره دوی ۱۵۰۰ متر را به دست آورد. در مسابقات قهرمانی قاره‌ای در اسپلیت، با شکست نانسی لنگات، قهرمان المپیک، به قهرمانی رسید و بهترین عملکرد سال جهان را در مایل با ۴ دقیقه و ۲۹ ثانیه و ۰۶ صدم ثانیه ثبت کرد.
در طول دوران حرفه‌ای، ذهیبه سه بار روی سکوهای لیگ الماس ایستاد: دوم در پاریس ۲۰۰۵، دوم در پاریس ۲۰۱۰، و سوم در لوزان ۲۰۱۱. در سال‌های ۲۰۰۵ و ۲۰۱۰، در رده‌بندی جهانی ۱۵۰۰ متر، رتبهٔ چهارم را به خود اختصاص داد.
او همچنین سه بار قهرمان مسابقات داخل سالن فرانسه در ۱۵۰۰ متر (۲۰۰۴، ۲۰۰۵، ۲۰۱۱) و پنج بار قهرمان مسابقات قهرمانی فرانسه در فضای باز در ۱۵۰۰ متر (۲۰۰۵، ۲۰۰۶، ۲۰۱۲) شد.
هند ذهیبه نخستین و تنها ورزشکار فرانسوی است که ۱۵۰۰ متر را در کمتر از ۴ دقیقه دویده است. او این رکورد را با زمان ۳ دقیقه و ۵۹ ثانیه و ۷۶ صدم ثانیه در نشست لیگ الماس در پاریس، در ورزشگاه استاد دوفرانس در ۱۶ ژوئیه ۲۰۱۰ به ثبت رساند.
در ۱۳ اکتبر ۲۰۱۲، او به‌عنوان عضو کمیته راهبری هیئت دو و میدانی سن و مارن انتخاب شد و ریاست کمیسیون ورزشکاران را بر عهده گرفت.
از ژانویه ۲۰۱۱ تا دسامبر ۲۰۱۲، هند به‌عنوان یک ورزشکار حرفه‌ای در لیگ ملی دو و میدانی (LNA) فعالیت داشت.
او مدرک ممتاز خود را در رشته آمادگی جسمانی اروپایی از دانشگاه لیون ۱، بروکسل و لوزان دریافت کرد و به‌عنوان مربی فعالیت کرد.
در ۲۳ ژوئیه ۲۰۱۳، هند ذهیبه در آلبوکرکی، ایالات متحده، دختری به نام اینس به دنیا آورد. سپس در ۱۴ نوامبر ۲۰۱۶، در کوربیل-اسون (فرانسه)، صاحب سه‌قلوهایی به نام‌های آدام، جانا و سلما شد. خانوادهٔ او در فونتن‌بلو، منطقهٔ پاریس زندگی می‌کنند.
در ژانویه ۲۰۱۸، IAAF اعلام کرد که هند ذهیبه، پس از محرومیت دو ورزشکار به دلیل دوپینگ، به‌طور رسمی مدال برنز ۱۵۰۰ متر مسابقات جهانی داخل سالن ۲۰۱۲ را دریافت کرده است.

## مسابقات بین‌المللی
| سال  | مسابقه                                              | محل برگزاری                | مقام | توضیحات                  |
| ---- | --------------------------------------------------- | -------------------------- | ---- | ------------------------ |
| ۱۹۹۴ | African Junior Championships                        | الجزیره، الجزایر           | 6th  | 3000 m                   |
| ۱۹۹۶ | World High School Youth Cross-Country Championships | آنتالیا، ترکیه             | 2nd  | Cross-Country Individual |
| ۱۹۹۶ | World High School Youth Cross-Country Championships | آنتالیا، ترکیه             | 1st  | Cross-Country Team       |
| ۱۹۹۷ | World Cross Country Championships                   | تورین، Italy               | 21st | Junior race              |
| ۱۹۹۸ | World Cross Country Championships                   | مراکش (شهر), Morocco       | 23rd | Junior race              |
| ۲۰۰۴ | World Athletics Final                               | مونت‌کارلو، Monaco          | 8th  | 3000 m                   |
| ۲۰۰۴ | European Clubs Cup                                  | لیوبلیانا، Slovenia        | 1st  | 1500 m                   |
| ۲۰۰۴ | المپیک تابستانی ۲۰۰۴                                | ورزشگاه المپیک آتن، Greece | 25th | 1500 m                   |
| ۲۰۰۵ | European Indoor Championships                       | مادرید، Spain              | 3rd  | 1500 m                   |
| ۲۰۰۵ | European Clubs Cup                                  | فارو (پرتغال), Portugal    | 1st  | 1500 m                   |
| ۲۰۰۵ | World Athletics Final                               | مونت‌کارلو، Monaco          | 5th  | 1500 m                   |
| ۲۰۰۵ | مسابقات جهانی دو و میدانی ۲۰۰۵                      | هلسینکی، Finland           | 13th | 1500 m                   |
| ۲۰۰۶ | World Indoor Championships                          | مسکو، Russia               | 4th  | 1500 m                   |
| ۲۰۰۶ | European Championships                              | یوتبری، Sweden             | 9th  | 1500 m                   |
| ۲۰۰۶ | World Athletics Final                               | اشتوتگارت، Germany         | 8th  | 1500 m                   |
| ۲۰۰۶ | World Military Cross Country Championships          | شهر تونس، Tunisia          | 3rd  | Cross Country Individual |
| ۲۰۰۶ | World Military Cross Country Championships          | شهر تونس، Tunisia          | 1st  | Cross Country Team       |
| ۲۰۰۹ | مسابقات جهانی دو و میدانی ۲۰۰۹                      | برلین، Germany             | 19th | 1500 m                   |
| ۲۰۱۰ | European Championships                              | بارسلون، Spain             | 2nd  | 1500 m                   |
| ۲۰۱۰ | Continental Cup                                     | اسپلیت، Croatia            | 1st  | 1500 m                   |
| ۲۰۱۰ | DécaNation                                          | انسی (فرانسه)              | 1st  | 1500 m                   |
| ۲۰۱۲ | World Indoor Championships                          | استانبول، Turkey           | 3rd  | 1500 m                   |
| ۲۰۱۲ | European Championships                              | هلسینکی، فنلاند            | 9th  | 1500 m                   |

### بهترین رکوردهای انفرادی
- ۸۰۰ متر - ۱:۵۸٫۶۳ دقیقه (۲۰۱۰)
- ۱۰۰۰ متر - ۲:۳۸٫۵۰ دقیقه داخل سالن (۲۰۱۱)
- ۱۵۰۰ متر - ۳:۵۹٫۷۶ دقیقه (2010)[۵]
- یک مایل - ۴:۲۹٫۰۶ دقیقه (۲۰۱۰)
- ۳۰۰۰ متر - ۸:۵۲٫۲۱ دقیقه (۲۰۰۵)